# خافيير غاراي
خافيير غاراي (بالفرنسية: Javier Garay)‏ هو مغني إسباني، ولد في 16 ديسمبر 1946 في بلباو في إسبانيا.

## وصلات خارجية
- خافيير غاراي على موقع IMDb (الإنجليزية)